# Суатрий

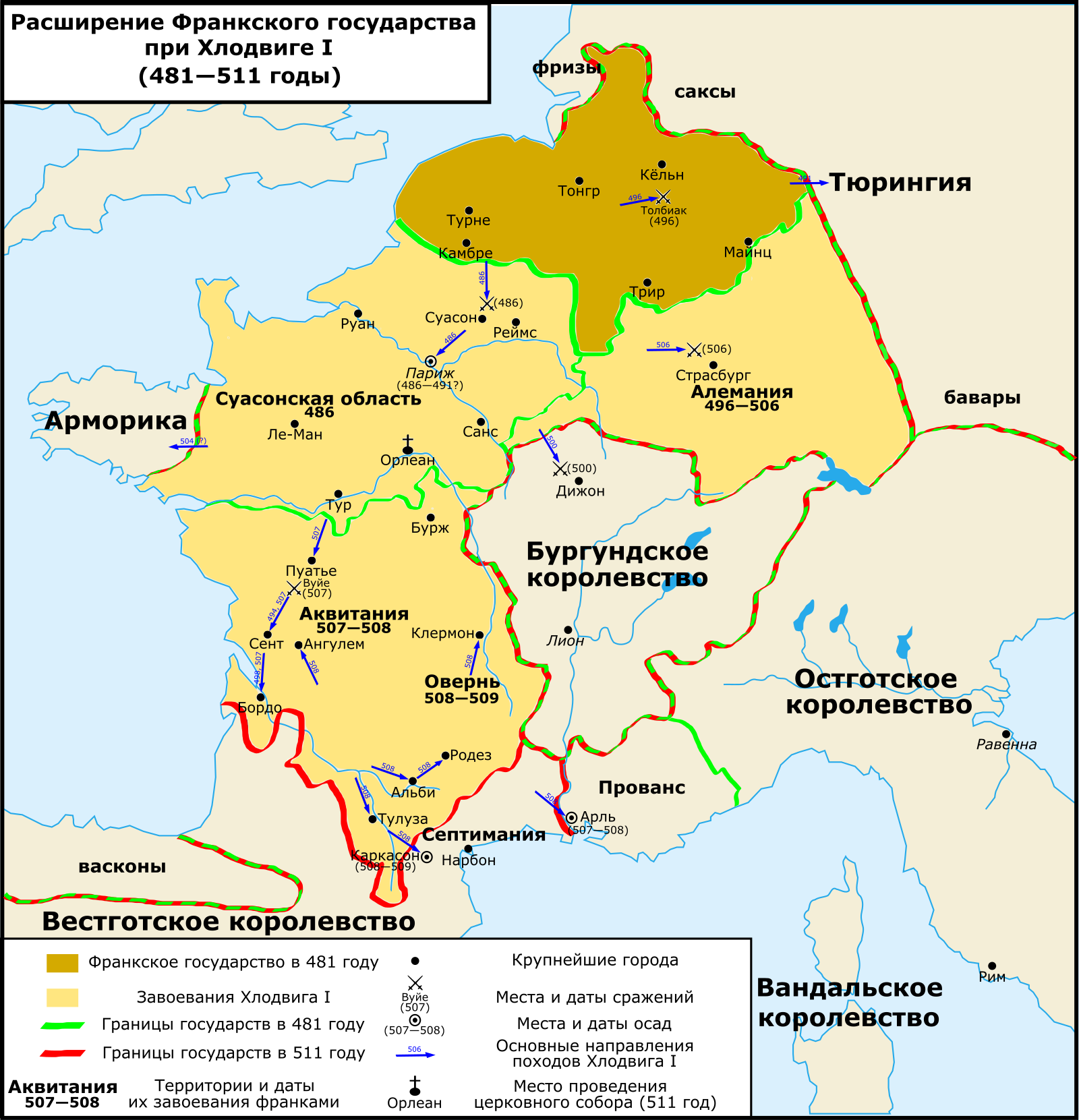
Расширение Франкского государства при Хлодвиге I

Суатрий (лат. Suatrius; умер не ранее 498) — вестготский герцог и военачальник в конце V века.

## Биография
Единственный раннесредневековый исторический источник, упоминающий Суатрия — «Копенгагенское продолжение „Хроники“ Проспера Аквитанского». О событиях в Галлии на рубеже V—VI века сообщается также в «Истории франков» Григория Турского, «Хронике» Мария Аваншского, одном из писем Авита Вьенского, а также в трудах некоторых других средневековых авторов.
Согласно «Копенгагенскому продолжению „Хроники“ Проспера Аквитанского», Суатрий в 498 году был вестготским герцогом (лат. «dux Gothorum»). Вероятно, он занимал эту должность уже некоторое время до этой даты, получив её от правителей Тулузского королевства Эйриха или Алариха II. О полномочиях Суатрия нет единого мнения. По одним предположениям, он мог быть обладавшим гражданской и военной властью правителем вестготских земель в окрестностях города Бордо (римской Бурдигалы), совпадавших с территорий бывшей римской провинции Аквитания Вторая. По другим предположениям, Суатрий был только командующим вестготскими войсками в этом регионе. Согласно третьему мнению, во время отсутствия в Тулузе короля, занятого в Испании подавлением мятежа Бурдунела, Суатрий управлял всей галльской частью Вестготского королевства.
В 490-х годах Суатрий участвовал в войне между вестготами и франками. В «Копенгагенском продолжении „Хроники“ Проспера Аквитанского» сообщается, что войско короля Алариха II в 496 году изгнало франков из захваченного теми ранее Сента. Однако в 498 году франки совершили новое вторжение на территории к югу от реки Луара. Они дошли до Бордо, в его окрестностях пленили герцога Суатрия, а сам город захватили. В источнике не упоминается, при каких обстоятельствах Суатрий попал в плен. Современными историками высказывается мнение, что герцог мог быть схвачен во время проигранного им франкам сражения в окрестностях Бордо.
Вестгото-франкская война продолжалась до 502 года, когда на личной встрече королей Алариха II и Хлодвига I вблизи Амбуаза ими был заключён мир. Хотя, как предполагается, одним из условий соглашения был взаимный обмен пленными, никаких свидетельств о дальнейшей судьбе Суатрия не сохранилось. Он — последний упоминающийся в исторических источниках герцог галльских владений вестготов до завоевания этих земель франками в 507—509 годах.